# Gabby Young

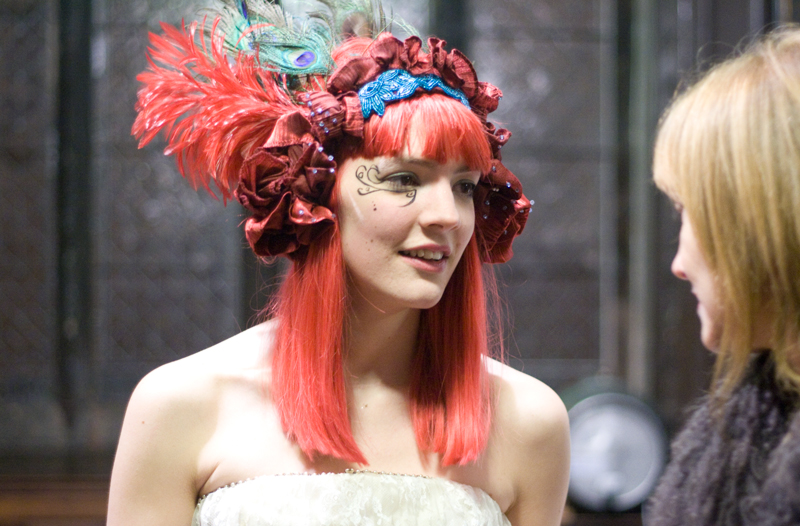
Gabby Young (links) während eines Interviews (2010)

Gabby Young (* 1984 in Bath, England) ist eine britische Singer-Songwriterin, Gitarristin und Bandleaderin.
Gabby Young war mit zwölf Jahren das jüngste Mitglied aller Zeiten der britischen National Youth Opera. Als Kind lernte sie Klavier, Geige und Saxofon. 2005 und 2006 legte sie solo erste Alben (Free Second Memory und Mole) vor. Seit 2007 arbeitet sie mit ihrer Band Other Animals, einer achtköpfigen Formation, die Gypsy, Folk, Rock und Jazz vereinigt und mit einem kabarettistischen Stil verbindet. Die Bandmitglieder Stephen Ellis, Adam Lucas, Charlie Wren, Phil Donnelly, Rory Shaw, Marek Slowik und Yusuf Narcin spielen zahlreiche Instrumente wie Trompete, Posaune, Banjo, Piano und Klarinette. Ihr Debütalbum We’re All In This Together kam zunächst 2010 auf dem bandeigenen Label Gift of the Gab Records heraus. Download-Erfolge und Auftritte etwa auf dem Glastonbury Festival im Sommer 2010 brachten einen Plattenvertrag mit dem Label World Connection und eine Neuauflage des Albums.

## Diskographische Hinweise
- Free Second Memory (Disc Makers, 2005)
- Mole (Gift Of The Gab Records, 2006)
- We’re All In This Together (Gift Of The Gab Records, 2009)
- We’re All In This Together (Re-Release) (World Connection, 2011)
- The Band Called Out for More (Gift Of The Gab Records, 2012)
- One Foot In Front Of The Other (Gift Of The Gab Records, India Records, 2014)